# Jamal Valizadeh
Jamal Valizadeh (1991) è un lottatore iraniano, avente lo status di rifugiato politico in Francia, specializzato nella lotta greco-romana.

## Biografia
Originario dell'Iran, paese da cui è stato costretto a fuggire perché in pericolo di vita poiché perseguitato per ragioni politiche dal regime degli ayatollah, nel 2014 è riuscito ad entrare in Turchia ed ha dovuto abbandonare l'attività sportiva, dato che per sopravvivere e guadangare pochi soldi ha dovuto lavorare 16 ore al giorno.
Nel 2016 ha abbandonato la Turchia, passando per la Grecia su una piccola barca e nuotando per una parte del viaggio. In seguito è arrivato in Francia, stato che gli ha attributo lo status di rifugiato.
Ha stabilito la sua residenza a Metz, città in cui ha ripreso a lottare ed iniziato ad allenarsi con la nazionale francese.
Grazie all'aiuto della Federazione Francese di lotta ha potuto intraprendere il programma del Comitato olimpico internazionale (CIO) per gli atleti rifugiati, che gli ha garantito un sostegno economico per la preparazione sportiva sino al 2024. È membro della formazione di rifugiati coinvolta nelle qualificazioni ai Giochi olimpici estivi di Parigi 2024. Nel luglio 2023 il Comité national olympique et sportif français (CNOSF) gli ha attributo una borsa di studio di 1500 euro al mese fino ai Giochi olimpici.
Prende parte alle competizioni internazionali come atleta indipendente o sotto la bandiera degli Atleti Olimpici Rifugiati. Circolando in assenza di valido passaporto emesso dal paese d'origne, può accedere solo ai tornei organizzati nell'Unione europea o comunque negli Stati che gli consentono l'ingresso per ragioni sportive.
Nell'aprile 2023 ha preso parte al torneo dei -60 kg degli europei di Zagabria 2023, gareggiando sotto la sigla UWW, ed è stato eliminato per mano dall'ungherese Erik Torba agli ottavi. Nella stessa rassegna continentale era presente anche un altro rifugiato iraniano: Iman Mahdavi, attivo nella lotta libera 79 kg.
Sempre sotto la sigla UWW ha combattuto ai mondiali di Belgrado 2023, dove ha riportato una sconfitta per superiorità tecnica contro il lottatore indipendente Hleb Makaranka ai trentaduesimi e non ha avuto accesso ai ripescaggi.

## Palmarès
| Anno                                        | Manifestazione | Sede     | Evento | Risultato | Note |
| ------------------------------------------- | -------------- | -------- | ------ | --------- | ---- |
| Come atleta indipendente sotto la sigla UWW |                |          |        |           |      |
| 2023                                        | Europei        | Zagabria | 60 kg  | 20º       |      |
| 2023                                        | Mondiali       | Belgrado | 60 kg  | 39º       |      |

## Altre competizioni internazionali
2023
- 5º nei 60 kg al Grand Prix de France Henri Deglane ( Nizza)
- 13º nei 60 kg al Thor Masters ( Nykoebing)
- Bronzo nei 60 kg al Druskininkai Cup ( Druskininkai)
- 11º nei 60 kg al Grand Prix of Germany ( Dortmund)